# Соснівська сільська рада (Троянівський район)
Соснівська сільська рада — колишня адміністративно-територіальна одиниця та орган місцевого самоврядування у Троянівському і Чуднівському районах Житомирської і Бердичівської округ, Вінницької, Київської та Житомирської областей Української РСР з адміністративним центром у селі Соснівка.

## Населені пункти
Сільській раді на час ліквідації були підпорядковані населені пункти:
- с. Вільшанка;
- с. Соснівка.

## Населення
Кількість населення ради, станом на 1923 рік, становила 1 405 осіб, кількість дворів — 287.
Відповідно до перепису населення СРСР, станом на 17 грудня 1926 року, чисельність населення ради становила 1 503 особи, з них, за статтю: чоловіків — 738, жінок — 765, етнічний склад: українців — 1 039, росіян — 183, євреїв — 12, поляків — 266, інших — 3. Кількість господарств — 290, з них несільського типу — 3.

## Історія та адміністративний устрій
Створена 1923 року в складі сіл Вільшанка та Соснівка П'ятківської волості Житомирського повіту Волинської губернії. 7 березня 1923 року включена до складу новоутвореного Троянівського району Житомирської округи. 27 червня 1925 року, відповідно до постанови ВУЦВК та РНК УСРР «Про адміністраційно-територіяльне переконструювання Бердичівської й суміжних з нею округ Київщини, Волині й Поділля» від 17 червня 1925 року, сільську раду передано до складу Чуднівського району Бердичівської округи. 17 лютого 1935 року, відповідно до постанови Президії ВУЦВК «Про склад нових адміністративних районів Київської області», сільську передано до складу Троянівського району Київської області.
Станом на 1 вересня 1946 року сільська рада входила до складу Троянівського району Житомирської області, на обліку в раді перебували села Вільшанка та Соснівка.
Ліквідована 11 серпня 1954 року, відповідно до указу Президії Верховної ради Української РСР «Про укрупнення сільських рад по Житомирській області», територію та населені пункти ради приєднано до складу Гайської сільської ради Троянівського району Житомирської області.